# Franck Bahi
Franck Bahi (20 december 1999) is een Guinees voetballer die doorgaans als verdediger speelt. Hij komt momenteel uit voor STK 1914 Samorin.

## Carrière
In juni 2018 tekende Bahi een contract voor drie seizoenen bij KAA Gent. In juli 2021 verkaste hij naar het Slowaakse STK 1914 Samorin.